# Kitabi Hamdi Efendi

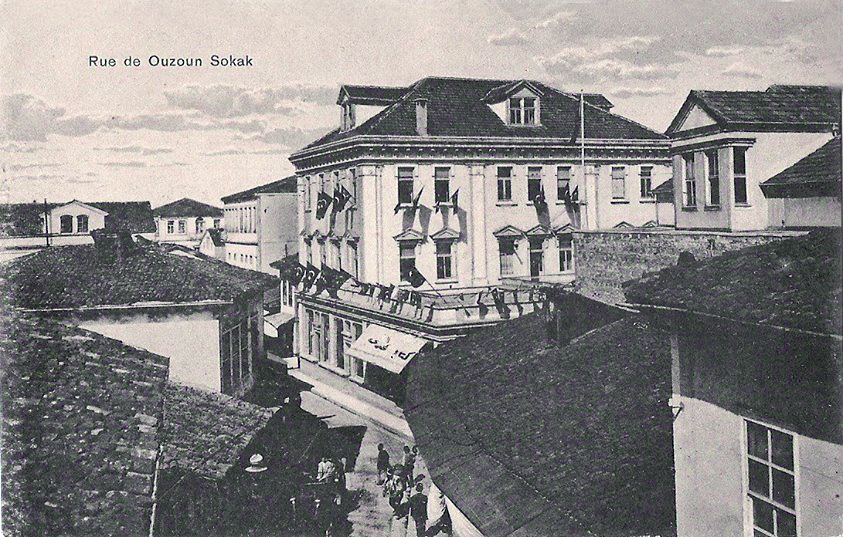
Uzun Sokak, kde se nacházelo první knihkupectví v Trabzonu, 1900

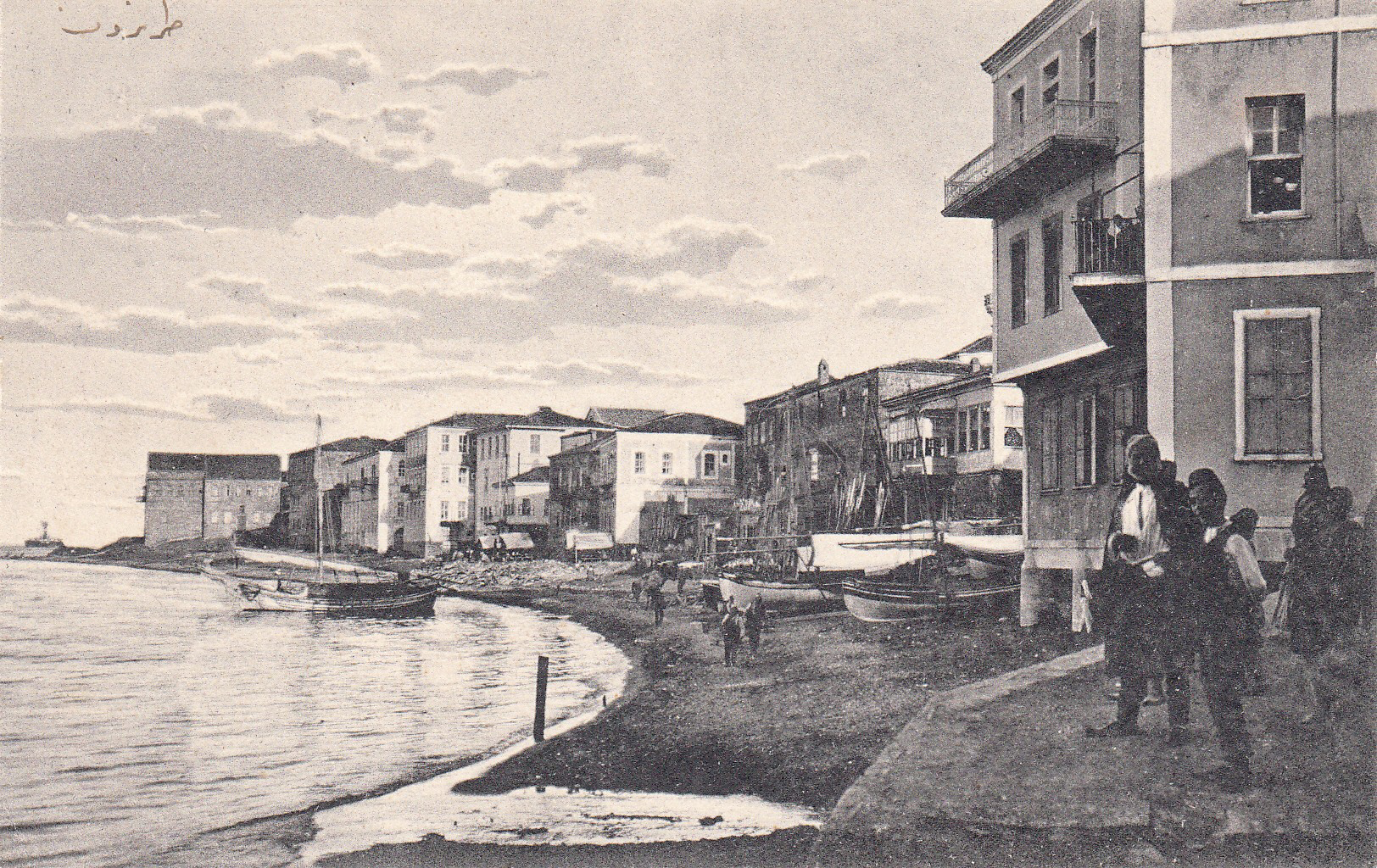
Hrnčíři v přístavu, Trabzon, pohlednice

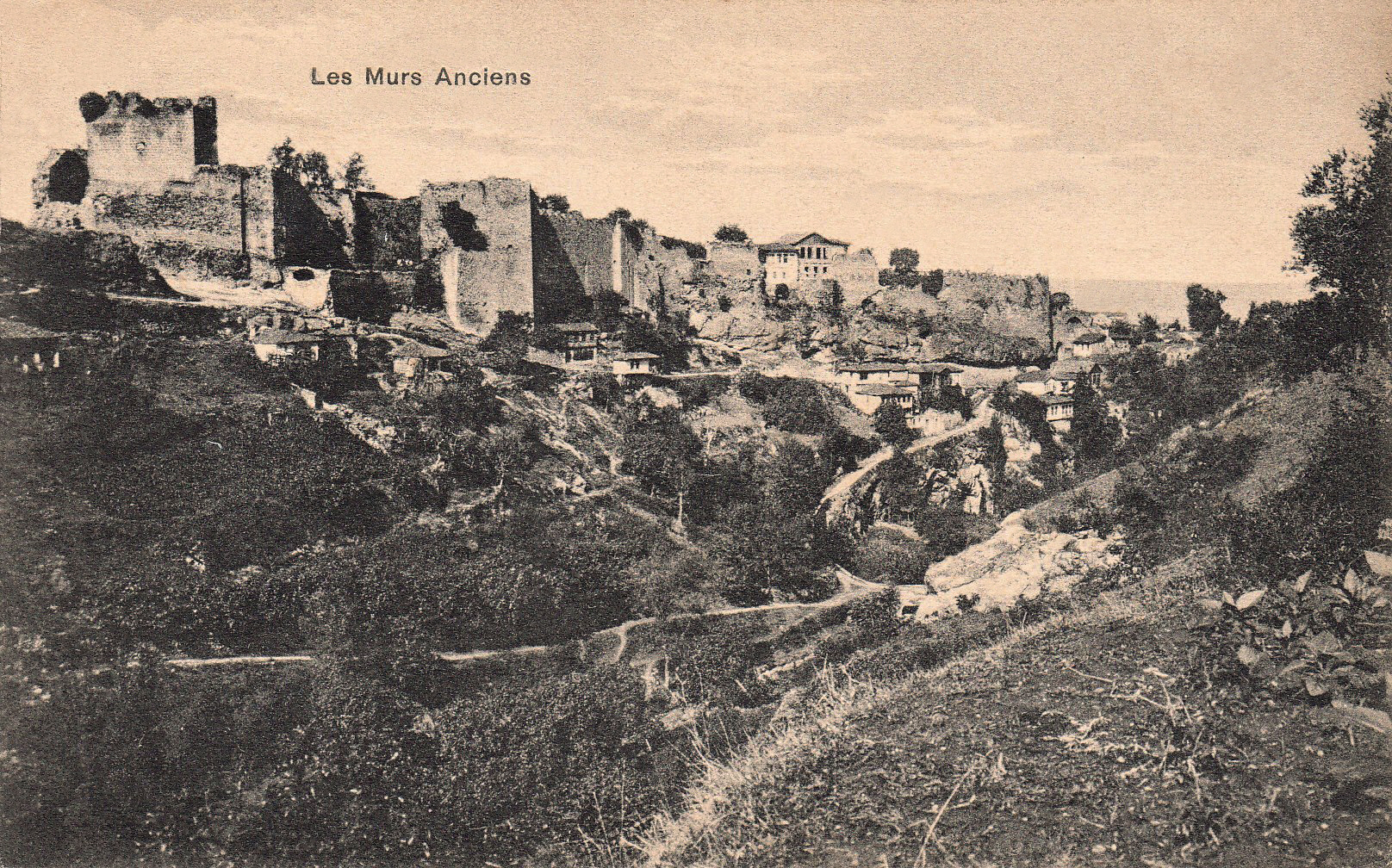
Starověké hradby v Trabzonu, pohlednice

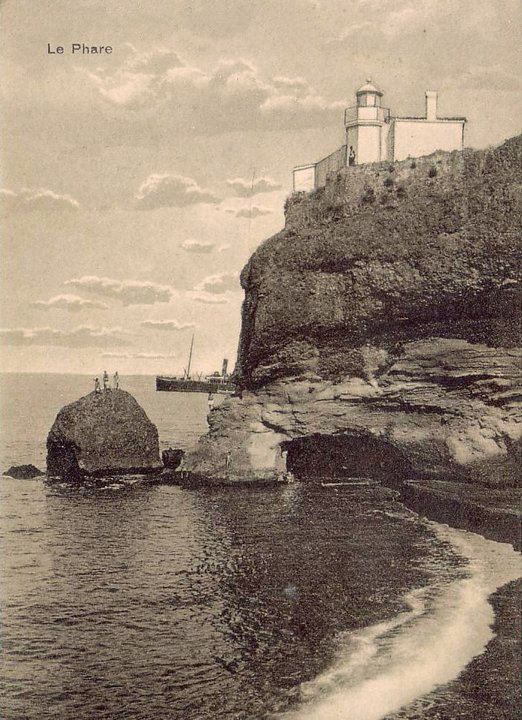
Maják v Trabzonu

Kitabi Hamdi Efendi  (1862, Trabzon, Osmanská říše – 25. ledna 1948, Istanbul, Turecko) byl turecký fotograf, nakladatel, knihkupec, vydavatel pohlednic a majitel papírnictví. Provozoval podnik známý jako první Trabzonské knihkupectví, má se za to, že sehrál důležitou roli v rozvoji kultury čtení v Trabzonu.

## Životopis
Kitabi Hamdi Efendi se narodil v Trabzonu v roce 1862. Po studiu v Medrese přeměnil v roce 1885 trafiku na adrese Uzun Sokak na první knihkupectví Trabzonu pod názvem Asar-ı Cedide a otevřel první nakladatelství ve městě. V tomto knihkupectví vydával první knihy vydané v Trabzonu, kromě Ročenky provincie Trabzon. Většina papírů používaných pro tisk byla přivezena z Istanbulu a Belgie. Přestože se v knihkupectví prodávaly převážně učebnice, prodávaly se i slovníky, abecední knihy, čítanky, zemědělské a fotografické studie a mapy. V obchodě, kde se prodávaly i pohlednice, se 1 pohlednice prodávala za 5 centů. Vydal všech 20 děl  učence a básníka Cudi Efendiho z Trabzonu. Mezi těmito díly je Teshil-i Elifba-yı Osmanî. Knihkupectví bylo později přesunuto na jiné místo ve stejné ulici pod názvem Kütüphane-i Hamdi. Hamdi Efendi publikoval 6 knih v roce 1914, 5 knih v roce 1915 a 2 knihy v roce 1916. Knihkupectví bylo uzavřeno v dubnu 1916 kvůli okupaci Trabzonu Rusy během první světové války. Po stažení Rusů z města se Hamdi Bey po 2 letech vrátil do Trabzonu a otevřel si papírnictví s názvem Kitabi Hamdi ve Mahdumları Ticarethanesi se svými syny v Uzun Sokak, protože jeho starý obchod byl vyrabován Řeky. Hamdi Efendi, který přenechal obchod svým dětem v roce 1928 po písmenkové revoluci (převod z arabského písma na latinské), vydal 51 knih. Vydal mnoho pohlednic a sehrál důležitou roli v šíření čtenářské kultury v Trabzonu. Kitabi Hamdi Efendi se v posledních letech svého života usadil v Istanbulu, kde 25. ledna 1948 zemřel.

## Osobní život
Kitabi Hamdi Efendi byl ženatý a měl 3 děti.